# Liste der Baudenkmale in Lenzerwische
In der Liste der Baudenkmale in Lenzerwische sind alle Baudenkmale der brandenburgischen Gemeinde Lenzerwische und ihrer Ortsteile aufgelistet. Grundlage ist die Veröffentlichung der Landesdenkmalliste mit dem Stand vom 31. Dezember 2020.

## Baudenkmale
In den Spalten befinden sich folgende Informationen:
- ID-Nr.: Die Nummer wird vom Brandenburgischen Landesamt für Denkmalpflege vergeben. Ein Link hinter der Nummer führt zum Eintrag über das Denkmal in der Denkmaldatenbank. In dieser Spalte kann sich zusätzlich das Wort Wikidata befinden, der entsprechende Link führt zu Angaben zu diesem Denkmal bei Wikidata.
- Lage: die Adresse des Denkmales und die geographischen Koordinaten. Link zu einem Kartenansichtstool, um Koordinaten zu setzen. In der Kartenansicht sind Denkmale ohne Koordinaten mit einem roten beziehungsweise orangen Marker dargestellt und können in der Karte gesetzt werden. Denkmale ohne Bild sind mit einem blauen bzw. roten Marker gekennzeichnet, Denkmale mit Bild mit einem grünen beziehungsweise orangen Marker.
- Bezeichnung: Bezeichnung in den offiziellen Listen des Brandenburgischen Landesamtes für Denkmalpflege. Ein Link hinter der Bezeichnung führt zum Wikipedia-Artikel über das Denkmal.
- Beschreibung: die Beschreibung des Denkmales
- Bild: ein Bild des Denkmales und gegebenenfalls einen Link zu weiteren Fotos des Baudenkmals im Medienarchiv Wikimedia Commons

### Baarz
| ID-Nr.                           | Lage                 | Bezeichnung                                                                          | Beschreibung                                                                 | Bild           |
| -------------------------------- | -------------------- | ------------------------------------------------------------------------------------ | ---------------------------------------------------------------------------- | -------------- |
| 09160686                         | Am Elbdeich 7 (Lage) | Bauerngehöft, bestehend aus Wohnhaus, Wohnstallscheune, Stallscheune, Hof und Garten |                                                                              | weitere Bilder |
| 09161595 Teilobjekt zu: 09160686 | Am Elbdeich 7 (Lage) | Wohnhaus                                                                             | Doppelhaus von 1909 aus Ziegeln                                              | Wohnhaus       |
| 09161596 Teilobjekt zu: 09160686 | Am Elbdeich 7 (Lage) | Wohnhaus                                                                             | Hallenhaus von 1792, Fachwerkbau, mittlerweile als Stall und Scheune genutzt | Wohnhaus       |
| 09161597 Teilobjekt zu: 09160686 | Am Elbdeich 7 (Lage) | Scheune                                                                              | Fachwerkbau mit Krüppelwalmdach                                              | BW             |

### Besandten
| ID-Nr.                           | Lage                 | Bezeichnung                                                                    | Beschreibung                                     | Bild                                                                           |
| -------------------------------- | -------------------- | ------------------------------------------------------------------------------ | ------------------------------------------------ | ------------------------------------------------------------------------------ |
| 09160687                         | Am Elbdeich 2 (Lage) | Bauerngehöft, bestehend aus Doppelwohnhaus und Stallscheune mit Hof und Wiesen |                                                  | Bauerngehöft, bestehend aus Doppelwohnhaus und Stallscheune mit Hof und Wiesen |
| 09161598 Teilobjekt zu: 09160687 | Am Elbdeich 2 (Lage) | Wohnhaus                                                                       | Doppelhaus von ca. 1860 aus Ziegeln mit Fachwerk | BW                                                                             |
| 09161599 Teilobjekt zu: 09160687 | Am Elbdeich 2 (Lage) | Scheune                                                                        | Bau von ca. 1860 aus Ziegeln mit Fachwerk        | BW                                                                             |
| 09160043                         | Am Elbdeich 3 (Lage) | Bauerngehöft, bestehend aus Hallenhaus, Schweinestall und Scheune              |                                                  | Bauerngehöft, bestehend aus Hallenhaus, Schweinestall und Scheune              |
| 09161399 Teilobjekt zu: 09160043 | Am Elbdeich 3 (Lage) | Wohnhaus                                                                       | Hallenhaus, ca. 1790, um 1900 erweitert          | Wohnhaus                                                                       |
| 09161400 Teilobjekt zu: 09160043 | Am Elbdeich 3 (Lage) | Scheune                                                                        | um 1800                                          | Scheune                                                                        |
| 09161401 Teilobjekt zu: 09160043 | Am Elbdeich 3 (Lage) | Schweinestall                                                                  | um 1840                                          | BW                                                                             |
| 09160044                         | Am Elbdeich 4 (Lage) | Hallenhaus                                                                     |                                                  | Hallenhaus                                                                     |
| 09160045                         | Am Elbdeich 5 (Lage) | Hallenhaus                                                                     |                                                  | Hallenhaus                                                                     |

### Gaarz
| ID-Nr.   | Lage                 | Bezeichnung | Beschreibung | Bild |
| -------- | -------------------- | ----------- | ------------ | ---- |
| 09160808 | Am Elbdeich 7 (Lage) | Wohnhaus    |              | BW   |

### Kietz
| ID-Nr.   | Lage                | Bezeichnung                                        | Beschreibung | Bild           |
| -------- | ------------------- | -------------------------------------------------- | --- | -------------- |
| 09160765 | Ringstraße (Lage)   | St.-Johannis-Kirche                                | Die evangelische Kirche wurde im Jahre 1894 auf freien Feld errichtet. Der Grundriss ist kreuzförmig, in den Querarmen des Schiffes befinden sich Patronatslogen. Der Altaraufsatz stammt aus dem Jahre 1706.            | weitere Bilder |
| 09160900 | (Lage)              | Festes Haus, „Altes Wencksternsches Wasserschloss“ | Das Wasserschloss wurde um 1480 errichtet. Es sind nur noch Reste des Wasserschlosses erhalten. Das Gebäude ist gesunken, das ehemalige Erdgeschoss ist zum Keller geworden. Vom Wassergraben ist nichts mehr vorhanden. | BW             |
| 09160670 | Sandstraße 4 (Lage) | Hallenhaus                                         | | weitere Bilder |

### Mödlich
| ID-Nr.                           | Lage                       | Bezeichnung                                                                                          | Beschreibung | Bild                                                                                       |
| -------------------------------- | -------------------------- | --- | --- | ------------------------------------------------------------------------------------------ |
| 09160671                         | Lenzener Straße (Lage)     | Dorfkirche Mödlich                                                                                   | Die evangelische Dorfkirche ist ein spätgotischer, flachgedeckter Backsteinbau, erbaut wurde die Kirche Ende des 15. Jahrhunderts. Der Holzturm vor der Westwand wurde 1659 angefügt. Die Kanzel stammt aus dem Jahr 1604, das Taufbecken von 1602. | weitere Bilder                                                                             |
| 09160764                         | Lenzener Straße 5 (Lage)   | Gehöft, bestehend aus niederdeutschem Hallenhaus, Wirtschaftsgebäude, Scheune und Backhaus           | | Gehöft, bestehend aus niederdeutschem Hallenhaus, Wirtschaftsgebäude, Scheune und Backhaus |
| 09161713 Teilobjekt zu: 09160764 | Lenzener Straße 5 (Lage)   | Wohnhaus                                                                                             | Hallenhaus von 1874 | BW                                                                                         |
| 09161714 Teilobjekt zu: 09160764 | Lenzener Straße 5 (Lage)   | Wirtschaftsgebäude                                                                                   | Anderthalbgeschossiger Ziegelbau, um 1900, mit Satteldach | BW                                                                                         |
| 09161715 Teilobjekt zu: 09160764 | Lenzener Straße 5 (Lage)   | Scheune                                                                                              | | Scheune                                                                                    |
| 09161716 Teilobjekt zu: 09160764 | Lenzener Straße 5 (Lage)   | Backhaus                                                                                             | Ziegelbau, um 1900 | Backhaus                                                                                   |
| 09160738                         | Lenzener Straße 7 (Lage)   | Niederdeutsches Hallenhaus mit Scheune                                                               | Gehöft, bestehend aus Hallenhaus und Scheune | weitere Bilder                                                                             |
| 09161673 Teilobjekt zu: 09160738 | Lenzener Straße 7 (Lage)   | Wohnhaus                                                                                             | Hallenhaus mit Fachwerk von 1796 | Wohnhaus                                                                                   |
| 09161674 Teilobjekt zu: 09160738 | Lenzener Straße 7 (Lage)   | Scheune                                                                                              | Durchfahrtsscheune, um 1800 | BW                                                                                         |
| 09160690                         | Lenzener Straße 9 (Lage)   | Stallscheune                                                                                         | | Stallscheune                                                                               |
| 09160739                         | Lenzener Straße 12 (Lage)  | Niederdeutsches Hallenhaus mit Nebengebäude                                                          | | Niederdeutsches Hallenhaus mit Nebengebäude                                                |
| 09161675 Teilobjekt zu: 09160739 | Lenzener Straße 12 (Lage)  | Wohnhaus                                                                                             | Hallenhaus mit Fachwerk von 1792 mit Rohrdach | BW                                                                                         |
| 09161676 Teilobjekt zu: 09160739 | Lenzener Straße 12 (Lage)  | Wirtschaftsgebäude                                                                                   | | BW                                                                                         |
| 09161382                         | Lenzener Straße 13 (Lage)  | Wohnhaus und Stallgebäude des Gehöfts                                                                | Ziegelbau um 1900 | BW                                                                                         |
| 09161383 Teilobjekt zu: 09161382 | Lenzener Straße 13 (Lage)  | Stall                                                                                                | um 1800 mit Satteldach | BW                                                                                         |
| 09160746                         | Lenzener Straße 14 (Lage)  | Hallenhaus und linksseitiges Ziegelwirtschaftsgebäude sowie rechtsseitiges Fachwerk-Altenteilgebäude | | weitere Bilder                                                                             |
| 09161680 Teilobjekt zu: 09160746 | Lenzener Straße 14 (Lage)  | Wohnhaus                                                                                             | Hallenhaus um 1820 | Wohnhaus                                                                                   |
| 09161681 Teilobjekt zu: 09160746 | Lenzener Straße 14 (Lage)  | Wirtschaftsgebäude                                                                                   | Ziegelbau 1851/1900 | BW                                                                                         |
| 09160714                         | Lenzener Straße 17 (Lage)  | Bauernhof, bestehend aus Wohnhaus, zwei Wirtschaftsgebäuden und Feldsteinpflasterung                 | | Bauernhof, bestehend aus Wohnhaus, zwei Wirtschaftsgebäuden und Feldsteinpflasterung       |
| 09161036 Teilobjekt zu: 09160714 | Lenzener Straße 17 (Lage)  | Stall                                                                                                | | BW                                                                                         |
| 09161037 Teilobjekt zu: 09160714 | Lenzener Straße 17 (Lage)  | Stall                                                                                                | | BW                                                                                         |
| 09162013                         | Lenzener Straße 21 (Lage)  | Scheune                                                                                              | | Scheune                                                                                    |
| 09160917                         | Lenzener Straße 21c (Lage) | Scheune                                                                                              | | Scheune                                                                                    |
| 09160770                         | Lenzener Straße 23 (Lage)  | Pfarrhaus                                                                                            | Das Gebäude stammt von 1865 und wurde um 1910 umgebaut. Ein danebenstehendes älteres Pfarrhaus, ein Hallenhaus von 1707, wurde 2003 abgerissen. | Pfarrhaus                                                                                  |
| 09160845                         | Wiesenweg 2 (Lage)         | Gehöft, bestehend aus Wohnhaus und zwei Wirtschaftsgebäuden                                          | | weitere Bilder                                                                             |
| 09161817 Teilobjekt zu: 09160845 | Wiesenweg 2 (Lage)         | Wohnhaus                                                                                             | Fachwerkhaus von 1788 | Wohnhaus                                                                                   |
| 09161017 Teilobjekt zu: 09160845 | Wiesenweg 2 (Lage)         | Anbau                                                                                                | auf der Deichseite an das Wohnhaus angesetzt | Anbau                                                                                      |
| 09161818 Teilobjekt zu: 09160845 | Wiesenweg 2 (Lage)         | Wirtschaftsgebäude                                                                                   | Fachwerkbau von 1776/1800 | Wirtschaftsgebäude                                                                         |
| 09161819 Teilobjekt zu: 09160845 | Wiesenweg 2 (Lage)         | Stall und Remise                                                                                     | am Weg zur Straße, 1901/25 | BW                                                                                         |
| 09161820 Teilobjekt zu: 09160845 | Wiesenweg 2 (Lage)         | Scheune                                                                                              | am Weg zur Straße, von 1943 | BW                                                                                         |

### Unbesandten
| ID-Nr.                           | Lage                   | Bezeichnung                                                                                                 | Beschreibung                                     | Bild               |
| -------------------------------- | ---------------------- | --- | ------------------------------------------------ | ------------------ |
| 09160819                         | Am Elbdeich 2-3 (Lage) | Wohnhaus mit Wirtschaftsgebäude                                                                             |                                                  | BW                 |
| 09161780 Teilobjekt zu: 09160819 | Am Elbdeich 2-3 ()     | Anbau | am straßenseitigen Giebel                        | ein Bild hochladen |
| 09161780 Teilobjekt zu: 09160819 | Am Elbdeich 2-3 ()     | Anbau | am straßenseitigen Giebel                        | ein Bild hochladen |
| 09161781 Teilobjekt zu: 09160819 | Am Elbdeich 2-3 ()     | Wirtschaftsgebäude                                                                                          | schließt an Giebel des Anbaus an.                | ein Bild hochladen |
| 09160105                         | Am Elbdeich 4 (Lage)   | Wohnhaus |                                                  | Wohnhaus           |
| 09160820                         | Am Elbdeich 6/7 (Lage) | Wohnhaus |                                                  | Wohnhaus           |
| 09160852                         | Am Elbdeich 17 (Lage)  | Bauerngehöft, bestehend aus niederdeutschem Hallenhaus, Durchfahrtsscheune, Wohnhaus und Wirtschaftsgebäude |                                                  | BW                 |
| 09161832 Teilobjekt zu: 09160852 | Am Elbdeich 17 (Lage)  | Wohnhaus | Niederdeutsches Hallenhaus von 1832              | BW                 |
| 09161833 Teilobjekt zu: 09160852 | Am Elbdeich 17 (Lage)  | Wohnhaus | Fachwerkhaus von 1858 links neben dem Hallenhaus | BW                 |
| 09161834 Teilobjekt zu: 09160852 | Am Elbdeich 17 (Lage)  | Wirtschaftsgebäude                                                                                          | von 1850/1900, links neben dem Hallenhaus        | BW                 |
| 09161089 Teilobjekt zu: 09160852 | Am Elbdeich 17 (Lage)  | Wirtschaftsgebäude                                                                                          | von 1850/1900, am nördlichen Fahrweg             | BW                 |
| 09160833                         | Am Elbdeich 19 (Lage)  | Bauerngehöft, bestehend aus Wohnstallspeicherhaus, Stallscheune und Vorgarten                               |                                                  | BW                 |
| 09160834                         | Am Elbdeich 20 (Lage)  | Bauerngehöft, bestehend aus Wohnhaus mit Bauerngarten, Stallscheune und zwei Stallspeichern                 |                                                  | BW                 |
| 09161795 Teilobjekt zu: 09160834 | Am Elbdeich 20 ()      | Wohnhaus | Ziegelbau von 1912                               | ein Bild hochladen |
| 09161796 Teilobjekt zu: 09160834 | Am Elbdeich 20 ()      | Stall | Ziegelbau von 1912, parallel zum Wohnhaus        | ein Bild hochladen |
| 09161797 Teilobjekt zu: 09160834 | Am Elbdeich 20 ()      | Stall & Remise                                                                                              | Ziegelbau von 1912 auf der linken Hofseite       | ein Bild hochladen |
| 09160688                         | Am Elbdeich 22 (Lage)  | Bauerngehöft, bestehend aus Stallscheune, Stallung, Scheune und Hof                                         |                                                  | BW                 |
| 09161600 Teilobjekt zu: 09160688 | Am Elbdeich 22 ()      | Wohnhaus | Fachwerkhaus um 1800, 1929 umgebaut              | ein Bild hochladen |
| 09161601 Teilobjekt zu: 09160688 | Am Elbdeich 22 ()      | Stall | von ca. 1700, 1800 und 1929 umgebaut             | ein Bild hochladen |
| 09161602 Teilobjekt zu: 09160688 | Am Elbdeich 22 ()      | Scheune | von 1910                                         | ein Bild hochladen |
| 09160047                         | Am Elbdeich 25 (Lage)  | Hallenhaus                                                                                                  |                                                  | BW                 |
| 09160689                         | Am Elbdeich 26 (Lage)  | Bauerngehöft, bestehend aus Wohnstallspeicher, Stallscheune und Garten                                      |                                                  | BW                 |
| 09161603 Teilobjekt zu: 09160689 | Am Elbdeich 26 ()      | Wohnhaus | Ziegelbau von 1903                               | ein Bild hochladen |
| 09161603 Teilobjekt zu: 09160689 | Am Elbdeich 26 ()      | Scheune | Hallenhaus von 1890                              | ein Bild hochladen |

### Wootz
| ID-Nr.   | Lage                 | Bezeichnung | Beschreibung | Bild           |
| -------- | -------------------- | ----------- | --- | -------------- |
| 09160669 | Pappelweg (Lage)     | Dorfkirche  | Die evangelische Dorfkirche wurde wahrscheinlich Anfang des 17. Jahrhunderts erbaut. Es ist ein Fachwerkbau mit einem Dachturm. Im Inneren befindet sich ein spätgotischer Schnitzaltar. Auf der Südempore befindet sich eine Patronatsloge, diese trägt die Jahreszahl 1617. | weitere Bilder |
| 09160828 | Pappelweg 17a (Lage) | Scheune     | | BW             |

## Ehemalige Denkmale
| ID-Nr.                           | Lage                           | Bezeichnung     | Beschreibung | Bild               |
| -------------------------------- | ------------------------------ | --------------- | --- | ------------------ |
| 09161720 Teilobjekt zu: 09160770 | Mödlich, Lenzener Straße 23 () | Pfarrhaus       | Niederdeutsches Hallenhaus, inschriftlich von 1707 datiert. Später wurde es als Wirtschaftsgebäude genutzt und 2003 abgerissen | ein Bild hochladen |
| 09161798 Teilobjekt zu: 09160834 | Unbesandten, Am Elbdeich 20 () | Stall & Scheune | Fachwerkbau von 1769, 1998 abgebrochen                                                                                         | ein Bild hochladen |